# 이병욱 (배우)
이병욱(李秉旭, 1974년 10월 24일(음력 9월 10일)~ )은 대한민국의 배우이다. 1993년 브렌타노 광고 모델로 첫 데뷔하였고 이듬해 1994년 KBS 한국방송공사 16기 공채 탤런트로 정식 데뷔하였다.

## 학력
- 중앙대학교 연극영화학과
- 전주한일고등학교졸업

## 출연작

### 텔레비전 드라마
- 1995년 KBS 《창공》 ... 공호성 역
- 1995년 KBS 《역사의 라이벌》
- 1995년 KBS 《대추나무 사랑걸렸네》
- 1995년 KBS 《찬란한 여명》
- 1996년 KBS 《파파》
- 1996년 MBC 《전원일기》 ... 최준섭(섭이) 역
- 2000년 KBS 《왕과 비》 ... 윤구 역
- 2000년 MBC 《황금시대》 ... 소련군과 대치하는 일본군 군관 역
- 2001년 KBS 《명성황후》 ... 김옥균 역
- 2001년 KBS 《태조 왕건》 ... 마의태자 / 대야성 전령 / 궁예 암살 자객 / 임춘길의 부장 / 연산진 전령 역
- 2002년 KBS 《드라마시티 - 동하의 시절》
- 2002년 SBS 《해 뜨는 집》 ... 장민우 역
- 2003년 KBS 《무인시대》 ... 박진재 역
- 2003년 MBC 《베스트극장 - 살인에 관한 고백》 ... 현철 역
- 2003년 MBC 《1%의 어떤 것》 ... 민태하 역
- 2003년 MBC 《앞집 여자》 ... 동규 역
- 2004년 MBC 《연화도》 ... 화공, 찬규 (1인 2역)
- 2004년 KBS 《드라마시티 - 데자뷰》 ... 지점장 역
- 2004년 KBS 《용서》 ... 이호영 역
- 2004년 KBS1 《드라마시티 - Dr. 러브》 ... 황성모 역
- 2005년 EBS 《지금도 마로니에는》 ... 김지하 역
- 2005년 KBS 《드라마시티 - 산사의 아침》 ... 한수 역
- 2006년 KBS 《서울 1945》 ... 오철형 역
- 2006년 KBS 《아줌마가 간다》 ... 이준석 역
- 2006년 SBS 《나의 사랑 클레멘타인》 ... 송석태 역
- 2007년 KBS1 《드라마시티 - 골든타임 4분》 ... 정인규 역
- 2008년 KBS 《대왕 세종》 ... 절재 김종서 역
- 2008년 MBC 《스포트라이트》 ... 추명훈 역
- 2009년 KBS 《천추태후》 ... 하공진 역
- 2009년 SBS 《태양을 삼켜라》 ... 민영기 역
- 2010년 KBS2 《추노》 ... 강민규 역 (특별출연)
- 2010년 MBC 《민들레 가족》 ... 본부장 역
- 2010년 KBS 《거상 김만덕》 ... 김판술 역
- 2010년~2011년 KBS 《근초고왕》 ... 부여휘 역
- 2012년 OCN 《신의 퀴즈 3》 - 김대홍 역 (특별출연)
- 2012년 SBS 《널 기억해》 ... 하강수 아버지 역 (특별출연)
- 2012년 KBS2 《드라마 스페셜 연작 시리즈 - 아모레미오》 ... 유동준 역
- 2012년 MBC 《그대 없인 못살아》 ... 재수 역
- 2013년 MBC 《무신》 ... 다루가치 헤이더(속리대) 역
- 2013년 KBS1 《대왕의 꿈》 ... 검일 역
- 2013년 SBS 《당신의 여자》 ... 민동연 역
- 2013년 tvN 《환상거탑》 ... 전병학 역
- 2014년 KBS 《정도전》 ... 윤소종 역
- 2014년 MBN 《천국의 눈물》 (특별출연)
- 2014년 OCN 《닥터 프로스트》 (특별출연)
- 2015년 MBC 《화정》 ... 이형익 역
- 2016년 KBS1 《장영실》 ... 양녕대군 역 (특별출연)
- 2016년 KBS1 《반짝반짝 작은 별》
- 2019년 KBS2 《동네변호사 조들호 2: 죄와 벌》 ... 공창수 역

### 영화
- 2001년 《이것이 법이다》 ... 주상훈 역
- 2003년 《이중간첩》 ... 김기영 역
- 2003년 《첫사랑 사수 궐기대회》 ... 승노 역
- 2004년 《분신사바》 ... 우정출연
- 2022년 《하로동선》 ... 전직의원 역